# Derby County Football Club
Derby County Football Club é um clube inglês de futebol com sede em Derby.
Tem como principais títulos dois campeonatos ingleses (1971-72 e 1974-75) e uma Copa da Inglaterra (1945-46).
Atualmente joga a EFL Championship, a segunda divisão nacional.

## História

### Anos iniciais
O clube foi fundado em 1884 como uma ramificação do Derbyshire County Cricket Club. Quiseram originalmente nomear-se Derbyshire County FC, mas por objeção da associação local de futebol, a qual afirmava ser o nome muito longo, fizeram com que optassem pelo nome "Derby County FC". Jogou inicialmente no estádio Racecourse Ground. "The Rams" ou "Os Carneiros", como o Derby County é conhecido, é membro fundador da "The Football League" fundada em 1888.
Em 1891, um outro clube se juntou ao Derby, o Derby Midland F.C., que havia sido membro da Midland League.
Em 1895 o clube moveu-se para um novo estádio, The Baseball Ground (assim chamado porque foi usado previamente para o baseball), que se tornou sua casa pelos 102 anos seguintes, e adotou suas cores tradicionais, preto e branco.

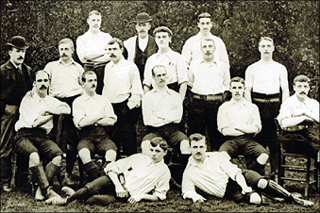
Equipe do Derby County de 1895

Em 16 de abril de 1898, o Derby disputou sua primeira final da FA Cup em Crystal Palace, mas perdeu para o Nottingham Forest por 3 a 1. Foi segundo lugar novamente em 15 de abril de 1899 (4 a 1 contra o Sheffield United) e em 18 de abril de 1903 (6 a 0 contra o Bury). A sorte do Derby não melhorou e foi rebaixado para a Segunda Divisão da Football League pela primeira vez em 1907, mas sob a direção de Jimmy Methven recontrou Steve Bloomer e conseguiu subir para a Primeira Divisão em 1911. Bloomer capitaneou o time que continha 'Os 5 Bs' ('Major' Frank Buckley, Tommy Barbour, Horace Barnes, Jimmy Bauchop) grupo que foi destaque um pouco antes da Primeira Guerra Mundial.
Em 1914 foi rebaixado novamente, mas ganhou a Segunda Divisão para ser promovido (embora a Primeira Guerra Mundial significou que teve que esperar até 1919 para jogar na Primeira Divisão de novo). Logo após duas temporadas foi rebaixado mais uma vez em 1921.
Contudo, mais tempos vitoriosos viriam, incitado pela promoção do Derby em 1926. Embora não tenha ganhado nada, o clube se tornou uma força formidável, com constantes boas temporadas, do final dos anos 1920 e todas as temporadas até 1939-40, que foi abandonada devido a Segunda Guerra Mundial. Por exemplo, na temporada 1929-30 o Derby County terminou em segundo lugar na Primeira Divisão com 50 pontos, atrás do Sheffield Wednesday com 60 pontos.

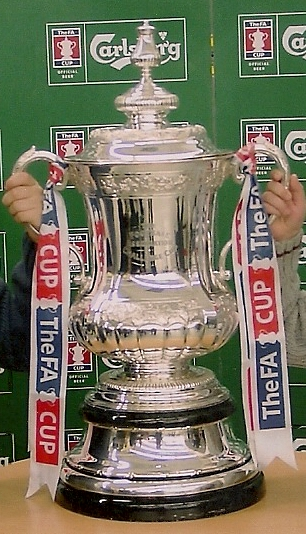
A taça da FA, ganhada pelo Derby em 1946.

### Triunfo na FA Cup
A FA Cup recomeçou na temporada 1945-46. O Derby chegou a final de novo, mas desta vez percorreu toda a jornada e ganhou ao Charlton Atlhletic por 4 a 1 depois das prorrogações (os insucessos anteriores do Derby na FA Cup - ele também perdia regularmente nas semifinais - gerou a crença que o clube estava sujeito a uma maldição dos ciganos, pois o Baseball Ground teria sido construído num campo de acampamento cigano).
A Football League recomeçou nas temporadas seguintes e, apesar da vitória na FA Cup, o Derby não conseguiu reproduzir a forma pré-guerra e foi por fim rebaixado em 1953. As coisas ficaram de mal a pior e em 1955 foram rebaixados para a Terceira Divisão Norte pela primeira vez na história. A terceira divisão se mostrou fácil para o Derby, embora ele tenha ficado em segundo lugar na primeira tentativa, mas conseguiu a promoção ficando em primeiro lugar logo depois.

### A era Clough
Em 1967, o agora lendário Brian Clough assumiu o comando do Derby County em parceria com o técnico assistente Peter Taylor e levou-os às suas maiores glórias. Quando Clough tomou o comando do time, os Rams estavam na Segunda Divisão e a única conquista do clube era a FA Cup de 1946, que ficava distante na memória dos seus torcedores. Havia pouca expectativa de que o jovem treinador levaria o clube à sua primeira conquista na Primeira Divisão.
Com a influente contração de Dave Mackay por Clough, o Derby foi promovido à Primeira Divisão em 1969 conquistando o seu primeiro título na Primeira Divisão em 1972. A 8 de maio de 1972, Clough estava de férias na Espanha com o Derby quando ele já havia sido coroado campeão, pois a temporada já tinha terminado. O Leeds United e o Liverpool falharam em conseguir os resultados necessários nas suas últimas partidas e os Rams receberam o título.
Embora o Derby não tenha conseguido o título na temporada seguinte, ele alcançou as semifinais da Copa Europeia perdendo, no entanto, para a Juventus num jogo controverso que foi objeto de alegações de que o clube italiano havia subornado os oficiais da partida, levando Clough a chamar os italianos de "bastardos trapaceiros".

### Segundo título da primeira divisão
Com as boas contratações de Francis Lee e Bruce Rioch, o Derby conseguiu repetir o sucesso na  Liga na temporada 1974-75 quando ganhou o título de novo, agora sob o comando de Dave Mackay. Antes da temporada 1975-76 os Rams contrataram Charlie George, outro nome de peso, e nessa temporada o Derby enfrentou o poderoso Real Madrid na Copa Européia. Num dos melhores jogos no Baseball Ground, Charlie George marcou um hat-trick na vitória de 4 a 1 do Derby na primeira mão. O progresso na competição foi parado quando perderam por 5 a 1 no jogo de volta no Santiago Bernabéu em Madrid.

### Declínio
A qualidade do Derby começou a declinar no final dos anos 1970 e o clube foi para a Segunda Divisão em 1980.
Embora os jogadores tivessem batalhado na primeira temporada, a estada do Derby na Segunda Divisão não foi feliz e foi rebaixado para a agora Terceira Divisão nacional em 1984, ano do centenário do clube e apenas nove anos depois de conquistar o título da Primeira Divisão.

### Retorno ao topo

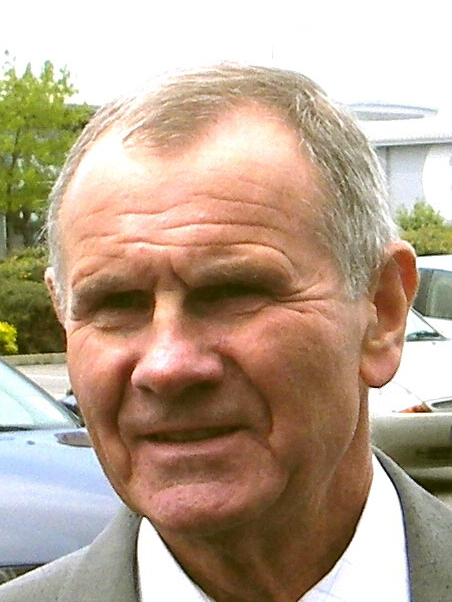
Arthur Cox, técnico do Derby nos dois acessos seguidos do clube (da terceira à primeira divisão em três anos).

Depois do rebaixamento, o clube contratou o ex-treinador do Newcastle United, Arthur Cox, para parar o declínio, e ele o fez. Depois de dois anos na Terceira Divisão, Cox conseguiu subir o clube para a Segunda Divisão e ganhou-a na primeira tentativa, voltando para a Primeira Divisão em 1987.
O clube terminou em 5º lugar na temporada 1988-89, agora com uma equipa repleta de estrelas como Peter Shilton, Mark Wright, Dean Saunders e Ted McMinn. Porém na época, os clubes foram banidos das competições européias; então os Rams perderam o lugar na Taça UEFA (atual Liga Europa) que a sua posição lhe garantia.
Essa era a equipa de Cox no seu pico, mas a falta de investimentos pelo controverso presidente Robert Maxwell levou-os a um novo declínio pouco depois. Com o suspeita morte por suicídio de Maxwell, o clube foi rebaixado para a Segunda Divisão em 1991 (que se tornou a "nova" Primeira Divisão um ano depois quando a antiga Primeira Divisão se separou para formar a FA Premier League). Nesse tempo, o empresário do ramo de jornal local Lionel Pickering tornou-se o sócio majoritário do clube.
A esperança do Derby de conseguir uma promoção imediata à nova FA Premier League em 1992 acabou quando ele perdeu para o futuro campeão Blackburn Rovers na semifinal do play-off. No mesmo ano, o Derby pagou £2.5 milhões ao Notts County pelo  defesa central Craig Short. Nesse tempo (e por cinco anos depois) foi o jogador mais caro a ser contratado pelo clube fora da divisão mais elevada.

### Premier League e o Pride Park Stadium
A Premier League (ou precisamente o dinheiro que ela trouxe) fez com que fosse mais difícil ainda o Derby conseguir a promoção. Cox se demitiu no final de 1993 citando problemas de saúde, e Roy McFarland retornou como treinador. Mesmo com grandes investimentos, McFarland falhou em alcançar posições elevadas na divisão exceto quando foi derrotado pelo Leicester City na final do play-off da temporada 1993-94 e foi demitido em 1995 depois de ficar no meio da tabela duas vezes. Jim Smith foi apontado como o novo treinador do clube. Embora a temporada tenha começado devagar, a influente contratação do líbero croata Igor Štimac se provou importante. Jogando a sua expectativa de uma posição 'na metade de cima da tabela' pela janela, Smith guiou os Rams para a segunda colocação e, mais importante, para a Premier League.

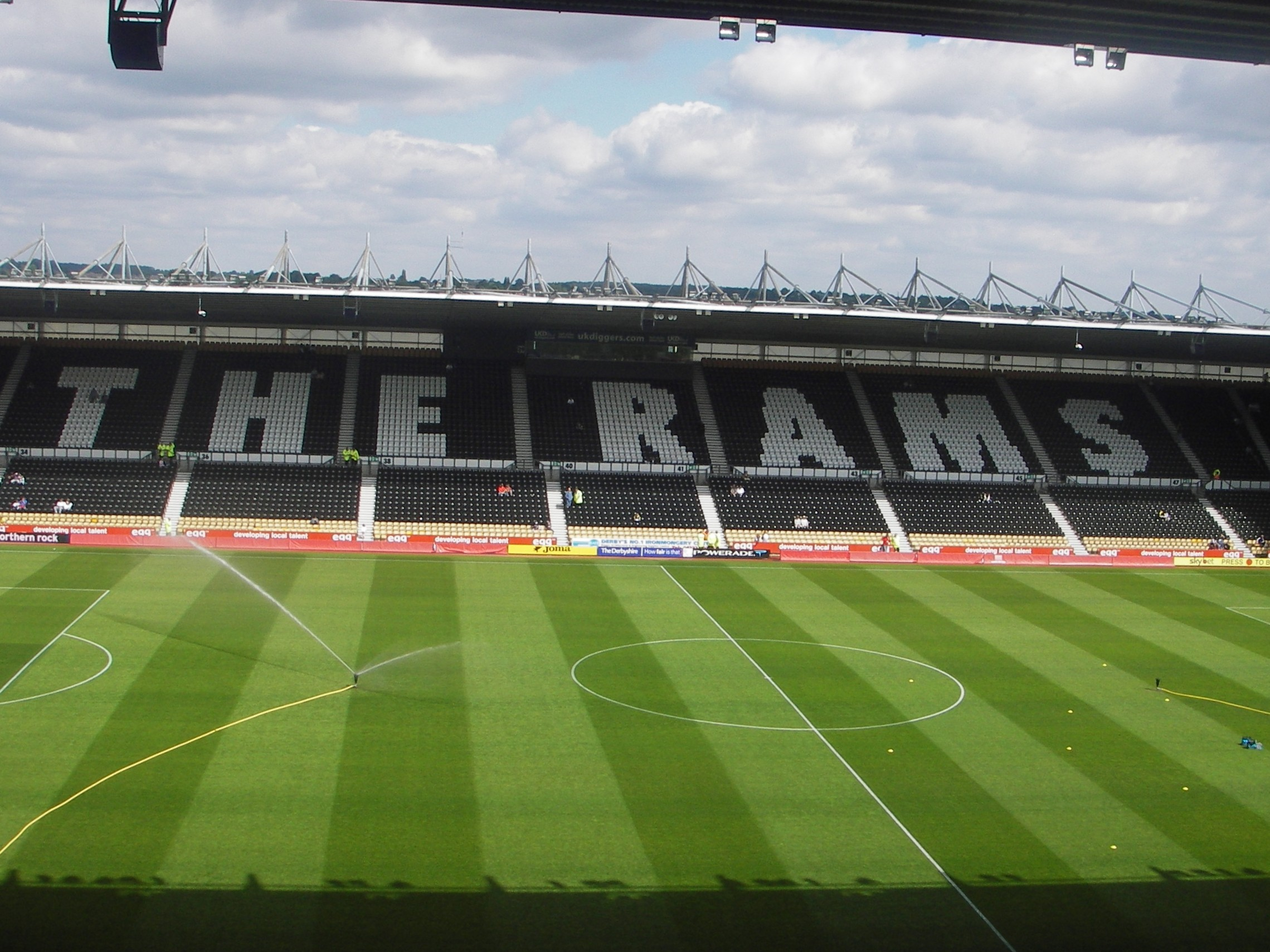
O Pride Park Stadium, estádio do Derby.

O Derby County fez uma excelente estreia na Premier League na temporada 1996-97, terminando em 12º e com uma equipa contendo jogadores de qualidade como Paulo Wanchope, Aljoša Asanović, Igor Štimac, Jacob Laursen e Dean Sturridge. O clube mudou-se para o novo estádio de 30,000 lugares (depois reformado para 33,597 lugares) Pride Park Stadium para a temporada 1997-98.
O progresso continuou nas seguintes duas temporadas. Os Rams terminaram em 9º e 8º lugar antes do declínio para a 16ª posição no fim da campanha da temporada 1999-00. Outra luta para não cair seguiu-se em 2000-01 quando o Derby quase foi rebaixado ficando em 17º lugar (uma posição abaixo da zona de rebaixamento).
O século XXI começou com um novo rebaixamento, em 2001. Com a queda, o clube entrou numa grande crise financeira e teve de vender os seus principais jogadores. Em 2003, a falta de verbas persistia, o que levou a agremiação a mudar de dono. O empresário John Sleightholme comprou o clube por simbólicas três libras. Na temporada 2003/04, o Derby terminou o campeonato na última posição e caiu novamente de divisão. Nos anos seguintes, novamente, alternou bons e maus resultados, até conseguir voltar à elite do futebol Inglês na temporada 2006/2007. Na temporada 2007/2008, porém, o clube não foi bem sucedido e acabou sendo despromovido, com a pior campanha da história da Premier League, vencendo apenas um jogo (contra o Newcastle United), empatando oito e sofrendo 29 derrotas. O saldo de golos na pífia campanha dos Rams impressionou: apenas vinte tentos foram marcados, enquanto o clube sofrera 89, terminando com saldo de -69. O escocês Kenny Miller foi o artilheiro da equipe na temporada, com quatro golos  

## Principais títulos
| NACIONAIS | NACIONAIS               | NACIONAIS | NACIONAIS         | NACIONAIS |
|           | Competição              | Títulos   | Temporadas        |           |
| --------- | ----------------------- | --------- | ----------------- | --------- |
|           | Campeonato Inglês       | 2         | 1971-72 , 1974-75 |           |
|           | Copa da Inglaterra      | 1         | 1945-46           |           |
|           | Supercopa da Inglaterra | 1         | 1975              |           |
|           | Total de Títulos        | 4         | 4 NACIONAIS       |           |

### Outras conquistas
| CONTINENTAL AMISTOSO | CONTINENTAL AMISTOSO | CONTINENTAL AMISTOSO | CONTINENTAL AMISTOSO | CONTINENTAL AMISTOSO |
|                      | Competição           | Títulos              | Temporadas           |                      |
| -------------------- | -------------------- | -------------------- | -------------------- | -------------------- |
|                      | Copa Anglo-Escocesa  | 1                    | 1971–72              |                      |

| NACIONAIS DIVISÕES SUBALTERNAS | NACIONAIS DIVISÕES SUBALTERNAS | NACIONAIS DIVISÕES SUBALTERNAS | NACIONAIS DIVISÕES SUBALTERNAS      | NACIONAIS DIVISÕES SUBALTERNAS |
|                                | Competição                     | Títulos                        | Temporadas                          |                                |
| ------------------------------ | ------------------------------ | ------------------------------ | ----------------------------------- | ------------------------------ |
|                                | Campeonato Inglês - 2ª Divisão | 4                              | 1911-12, 1914-15, 1968-69 e 1986-87 |                                |
|                                | Campeonato Inglês - 3ª Divisão | 1                              | 1956-57                             |                                |
|                                | Copa Watney                    | 1                              | 1970-71                             |                                |

## Recordes do Clube
- Maior Vitória: 12-0 (em casa contra o Finn Harps F.C., Taça UEFA Primeira Rodada, Primeira Mão, 15 de setembro de 1976)
- Pior Derrota: 2-11 (fora para o Everton, FA Cup, Primeira Rodada, 18 de janeiro de 1890)
- Maior Público: Baseball Ground 41,826 (contra o Tottenham Hotspur, Football League Primeira Divisão, 20 de setembro de 1969)
- Maior Público: Pride Park Stadium 33,475 (Derby County Legends v Rangers Legends, Partida beneficente, 2 de maio de 2006)
- Recorde de Jogos: Kevin Hector (493 jogos)
- Recorde de Gols: Steve Bloomer (296 gols na liga)

## Uniformes
Ver evolução